# Harland G. Wood
Harland Goff Wood (* 2. September 1907 in Delavan, Minnesota; † 12. September 1991) war ein US-amerikanischer Biochemiker.

## Leben und Wirken
Harland Goff Wood ist ein Nachfahre von William Goffe, einem der 59 Unterzeichner des Todesurteils gegen König Charles I. von England 1649.
Wood erwarb 1931 am Macalester College in Saint Paul, Minnesota, einen Master in Chemie. 1935 erwarb er am Iowa State College (später Iowa State University) in Ames, Iowa, einen Ph.D. in Bakteriologie und klärte gemeinsam mit Chester Werkman (1893–1962) die Propionsäuregärung auf. Die dortige Einbindung von Kohlendioxid (CO2) in größere Moleküle durch Bakterien war seinerzeit stark umstritten. Als Postdoktorand ging Wood zu W. H. Petersen an die University of Wisconsin, wo er gemeinsam mit dem späteren Nobelpreisträger Edward Lawrie Tatum zeigen konnte, dass Mikroorganismen Vitamin B1 zum Wachstum benötigen.
1936 erhielt Wood eine Stelle als Assistant Professor für Bakteriologie am Iowa State College, wo er mit 13CO2 – erhalten von Alfred Nier – letztlich beweisen konnte, dass Kohlendioxid in den Carboxygruppen des Succinats fixiert wird. Aufbauend auf Woods Arbeiten konnten Earl Evans (1910–1999) und Louis Slotin 1940 mit 11CO2 zeigen, dass auch beim Menschen eine CO2-Fixierung stattfindet.
An der University of Minnesota, wohin Wood 1943 als Associate Professor für Physiologie wechselte, untersuchte er unter Verwendung von [13C]NaHCO3 (Natriumhydrogencarbonat) die CO2-Fixierung bei Tieren. 1946 ging Wood als neuer Lehrstuhlinhaber für Biochemie an die Western Reserve University in Cleveland, Ohio, aus der später die Case Western Reserve University (CWRU) wurde. Hier machte er ausgiebig Gebrauch von der Tracermethode, um verschiedene Stoffwechselwege aufzuklären. 1965 gab er die Leitung der Biochemie-Abteilung auf, behielt aber eine Professur und war wissenschaftlich auch noch über seine Emeritierung 1978 sehr aktiv, wobei er sich weiterhin überwiegend mit dem Stoffwechsel der Kohlensäure befasste. Weitere Arbeiten beschäftigten sich mit der Kinetik, Struktur, Sequenz und Genetik der Transcarboxylase (TC) aus Propionibakterien oder mit der Rolle von Pyrophosphat und Polyphosphaten im Energiestoffwechsel.
Wood war seit 1929 mit Mildred Davis verheiratet. Das Paar hatte drei Töchter. Harland Woods Grab befindet sich in Minnesota.

## Auszeichnungen (Auswahl)
- 1942 Eli Lilly and Company Research Award[1]
- 1953 Mitglied der National Academy of Sciences
- 1959/1960 Präsident der American Society of Biological Chemistry
- 1962 Mitglied der American Academy of Arts and Sciences[2]
- 1968 Korrespondierendes Mitglied der Bayerischen Akademie der Wissenschaften[3]
- 1982/1983 Präsident der International Union of Biochemistry
- 1986 Selman A. Waksman Award in Microbiology[4]
- 1987 Rosenstiel Award[5]
- 1989 National Medal of Science[6]
- Ehrendoktorate folgender Universitäten: Macalester College, Northwestern University, University of Cincinnati, Case Western Reserve University

An der Case Western Reverse University School of Medicine ist ein Gebäude nach Wood benannt. Zu seinen Ehren wird jährlich eine Vorlesung gehalten.